# Takami Ominami
Takami Ōminami (大南敬美,Ōminami Takami ; Wakasa, 15 november 1975) is een Japanse langeafstandsloopster.

## Loopbaan
Ōminami won in 2002 de marathon van Rotterdam in een persoonlijk record van 2:23.43. Een jaar later was ze winnares van de marathon van Nagoya in 2:25.03.
Haar tweelingzus Hiromi Ominami is ook een snelle marathonloopster en heeft een persoonlijk record van 2:23.26.

## Persoonlijke records
Baan
| Onderdeel | Prestatie | Datum         | Plaats   |
| --------- | --------- | ------------- | -------- |
| 5000 m    | 15.38,58  | 3 mei 1999    | Shizuoka |
| 10.000 m  | 32.17,19  | 26 april 1998 | Kobe     |

Weg
| Onderdeel      | Prestatie | Datum           | Plaats    |
| -------------- | --------- | --------------- | --------- |
| 15 km          | 50.32     | 28 januari 2007 | Osaka     |
| 20 km          | 1:08.39   | 28 januari 2007 | Osaka     |
| halve marathon | 1:10.21   | 6 januari 2000  | Miyazaki  |
| 25 km          | 1:25.30   | 13 maart 2005   | Nagoya    |
| 30 km          | 1:41.53   | 21 april 2002   | Rotterdam |
| marathon       | 2:23.43   | 21 april 2002   | Rotterdam |

## Palmares

### 5000 m
- 1997:  Chita - 16.01,57
- 1999: 4e Golden Games in Nobeoka - 15.39,90
- 1999: 5e Nambu Meeting in Sapporo - 15.56,41
- 2008:  Nittai University in Yokohama - 16.16,12

### 10.00 m
- 1998: 6e Aziatische kamp. in Fukuoka - 34.06,82
- 2002:  Kobe Meeting - 33.26,60

### 5 km
- 2002:  Kickoff Classic in Boulder - 16.34

### 10 km
- 1998:  Kobe - 32.09

### halve marathon
- 1997: 5e halve marathon van Miyazaki - 1:11.51
- 1999:  halve marathon van Miyazaki - 1:10.42
- 2000:  halve marathon van Miyazaki - 1:10.21
- 2001:  halve marathon van Miyazaki - 1:10.36
- 2003:  Great Scottish Run - 1:12.37
- 2006:  halve marathon van Miami - 1:21.01
- 2006:  halve marathon van Nagoya - 1:11.03
- 2007:  halve marathon van Osaka - 1:12.37
- 2007:  halve marathon van San Diego - 1:14.58
- 2008:  halve marathon van Osaka - 1:12.10
- 2008: 5e halve marathon van San Diego - 1:16.47
- 2008:  halve marathon van Nagoya - 1:12.13
- 2009: 5e halve marathon van San Diego - 1:17.05

### marathon
- 1999: 5e marathon van Nagoya - 2:33.05
- 2000:  marathon van Nagoya - 2:26.58
- 2001:  marathon van Nagoya - 2:26.04
- 2001:  marathon van Edmonton - 2:51.59
- 2001: 37e WK in Edmonton - 2:42.25
- 2002:  marathon van Rotterdam - 2:23.43
- 2003:  marathon van Nagoya - 2:25.03
- 2003: 27e WK in Parijs - 2:32.31
- 2004: 6e marathon van Nagoya - 2:30.15
- 2005: 8e marathon van Nagoya - 2:31.16
- 2006:  marathon van Kakogawa - 2:44.01
- 2007:  marathon van Nagoya - 2:29.24
- 2008: 18e marathon van Nagoya - 2:35.08
- 2008:  marathon van Kakogawa - 2:38.43
- 2009: 19e marathon van Yokohama - 2:48.19
- 2011: 46e marathon van Boston - 3:24.11
- 2011: 13e marathon van Honolulu - 3:12.42
- 2013: 46e marathon van Nagoya - 2:57.03

### veldlopen
- 1997: 81e WK in Turijn - 22.48